# Penakluppi
Penakluppi är en ö i Finland. Den ligger i Skärgårdshavet och i kommunen Gustavs i den ekonomiska regionen  Nystadsregionen i landskapet Egentliga Finland, i den sydvästra delen av landet. Ön ligger omkring 52 kilometer väster om Åbo och omkring 200 kilometer väster om Helsingfors.
Öns area är 16,3 hektar och dess största längd är 0,8 kilometer i sydöst-nordvästlig riktning.